# دشت گرگان (دزفول)
دشت‌گرگان، روستایی از توابع بخش سردشت شهرستان دزفول در استان خوزستان ایران است.

## جمعیت
این روستا در دهستان دره کاید قرار دارد و بر اساس سرشماری مرکز آمار ایران در سال ۱۳۹۰، جمعیت آن ۵۰ نفر (۱۰ خانوار) بوده‌است.